# Punktstich

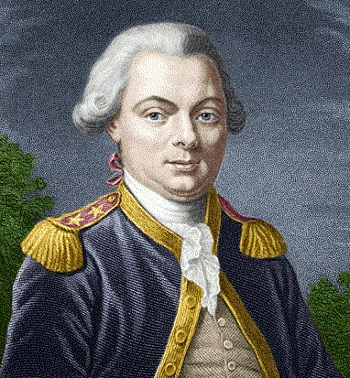
Thomas Woolnoth (1785–1836)
La Perouse, Punktiermanier; 12,2 × 9,9 cm Rex Nan Kivell Collection NK1671; Pictorial Collection S8248

Der Punktstich, auch Punzenstich, Punktierstich oder Opus Mallei ist ein  grafisches Tiefdruckverfahren. Die bildliche Darstellung ergibt sich dabei nicht aus Linien oder Flächen, sondern einzig aus Punkten in unterschiedlicher Stärke und Dichte, die ein Raster ergeben. In der modernen Grafik ist diese Technik selten.
Das Stichverfahren Punktstich ist vom Ätzverfahren Punktier-Manier zu unterscheiden.
Für den Punktstich werden in die Druckplatte, die meistens aus einer blank polierten Kupferplatte besteht, punktartige Vertiefungen eingeschlagen, die unterschiedliche Helligkeiten ergeben.
Für die Punktiermanier werden diese Vertiefungen in einen auf diese Druckplatte aufgebrachten Ätzgrund gestichelt und anschließend mit Säure in die Druckplatte geätzt. Unterschiedliche Helligkeiten ergeben sich dadurch, wie eng die Punkte gesetzt oder wie tief sie geätzt werden.
Die Punktiermanier ist ein der Radierung ähnelndes Verfahren, das besonders im 18. Jahrhundert gebräuchlich war. Eine Variante ist die Crayonmanier.